# You and Your Friends
"You and Your Friends" é uma canção do rapper estadunidense Wiz Khalifa lançada como terceiro single para seu quinto álbum de estúdio Blacc Hollywood. A faixa foi lançada em 22 de julho de 2014 pelas gravadoras Rostrum Records e Atlantic Records. O single foi produzido por DJ Mustard e conta com a participação de Snoop Dogg e Ty Dolla Sign. A canção foi lançada como uma faixa bônus, e esta presente na versão de luxo do álbum Blacc Hollywood.

## Vídeo e musica
O videoclipe oficial da canção foi lançado em 22 de dezembro de 2014.

## Performances ao vivo
A musica foi apresentada ao vivo por Wiz Khalifa no programa 106 & Park da emissora Black Entertainment Television em 5 de Agosto de 2014.

## Desempenho nas paradas
| Paradas (2014)                               | Melhor posição |
| -------------------------------------------- | -------------- |
| Alemanha (Black Charts)                      | 3              |
| Austrália (ARIA Urban Chart)                 | 14             |
| Estados Unidos (Billboard Hot 100)           | 82             |
| Estados Unidos (Billboard Hot Rap Songs)     | 18             |
| Estados Unidos (Billboard R&B/Hip-Hop Songs) | 21             |
| Estados Unidos (Billboard Rhythmic)          | 4              |